# ピッチクラス・セット理論
ピッチクラス・セット理論（英語: Musical set theory）は、西洋音楽における12の音高（ピッチクラス）の組み合わせに関する理論。セット理論とも呼ばれるが、日本においては専らこの名称で呼ばれることが多い。

## 概要
ピッチクラス・セット理論の概念の多くは、1960年にハワード・ハンソンによって調性音楽と結びつけて論じられた後、1973年に理論家アレン・フォートによって無調音楽と関連づけるかたちで発展された。これらの研究は1946年にミルトン・バビットが執筆した博士論文「The Function of Set Structure in the 12-Tone System」に基づいている。バビットはピッチクラスという用語を音楽に導入し、12音列は3音ずつの「セット」として組み合わせることが出来ることを数学的に証明した。以後は、アレン・フォートが、体系化した教科書を出版し、アメリカ現代音楽の書式は一時期これ一辺倒となった。セット理論を用いて作曲をした、アメリカ東海岸を拠点とする作曲家たちを、日本人作曲家の藤枝守は「コロンビア楽派」と呼んでいる。
この「ピッチクラス・セット理論」は十二音技法でもなければトータル・セリエリズムでもない、まったく別個の12音理論に基づくものであり、当初普及は北アメリカに限られた。現在ではアメリカの現代音楽を学んだ人々が教鞭をとって、この理論を教えることもある。フレデリック・ジェフスキーが用いている「12音組織」もこのピッチクラス・セット理論が背景になって生み出された。
グラフ理論や組合せ数学に非常に近い学問である。なお藤枝守が言うところの「コロンビア楽派」の最後尾に属するチャールズ・ウォリネンも既に亡くなっている。